# Charles Aman
Charles Aman, ameriški veslač, * 25. september 1887, † 1. september 1936.
Aman je za ZDA nastopil na Poletnih olimpijskih igrah 1904 v St. Louisu, kjer je nastopal v disciplini četverec brez krmarja in osvojil srebrno medaljo.